# NGC 7019
NGC 7019 (również PGC 66107) – galaktyka spiralna z poprzeczką (SBb), znajdująca się w gwiazdozbiorze Koziorożca. Odkrył ją w 1886 roku Francis Leavenworth.